# Freer Gallery of Art
Pour les articles homonymes, voir Freer (homonymie).
La Freer Gallery of Art est un musée d'art asiatique et proche-oriental, fondé en 1923, situé à Washington, aux États-Unis. Il a été fondé par le magnat de la locomotive, Charles Lang Freer (en), autodidacte passionné d'art oriental dont les affaires sont à Détroit. Un sénateur, Charles Moore, l'invite à transférer sa collection à Washington et à la montrer au public. Freer expose d'abord ses huit mille pièces de collection dans un bâtiment néoclassique construit de 1916 à 1921 par Charles Adams Platt. L'inauguration du musée a lieu le 9 mai 1923. Il a été restauré au tournant des années 1980 et 1990 et a rouvert en 1993. Environ dix-huit mille pièces de collection se sont ajoutées à la collection initiale du musée depuis la mort en 1919 de Charles Freer.
La Freer Gallery of Art est administrée par la Smithsonian Institution.
En 2015, la Freer and Sackler Gallery met en accès libre (avec réutilisation possible, mais uniquement « à des fins éducatives, scientifiques, pour des projets artistiques et personnels qui ne seront pas commercialisés, promus ou vendus ») plus de 40 000 œuvres de sa collection asiatique ; c'est le premier musée d’art asiatique américain à avoir ainsi numérisé puis « libéré » l'accès à ses collections.

## Galerie

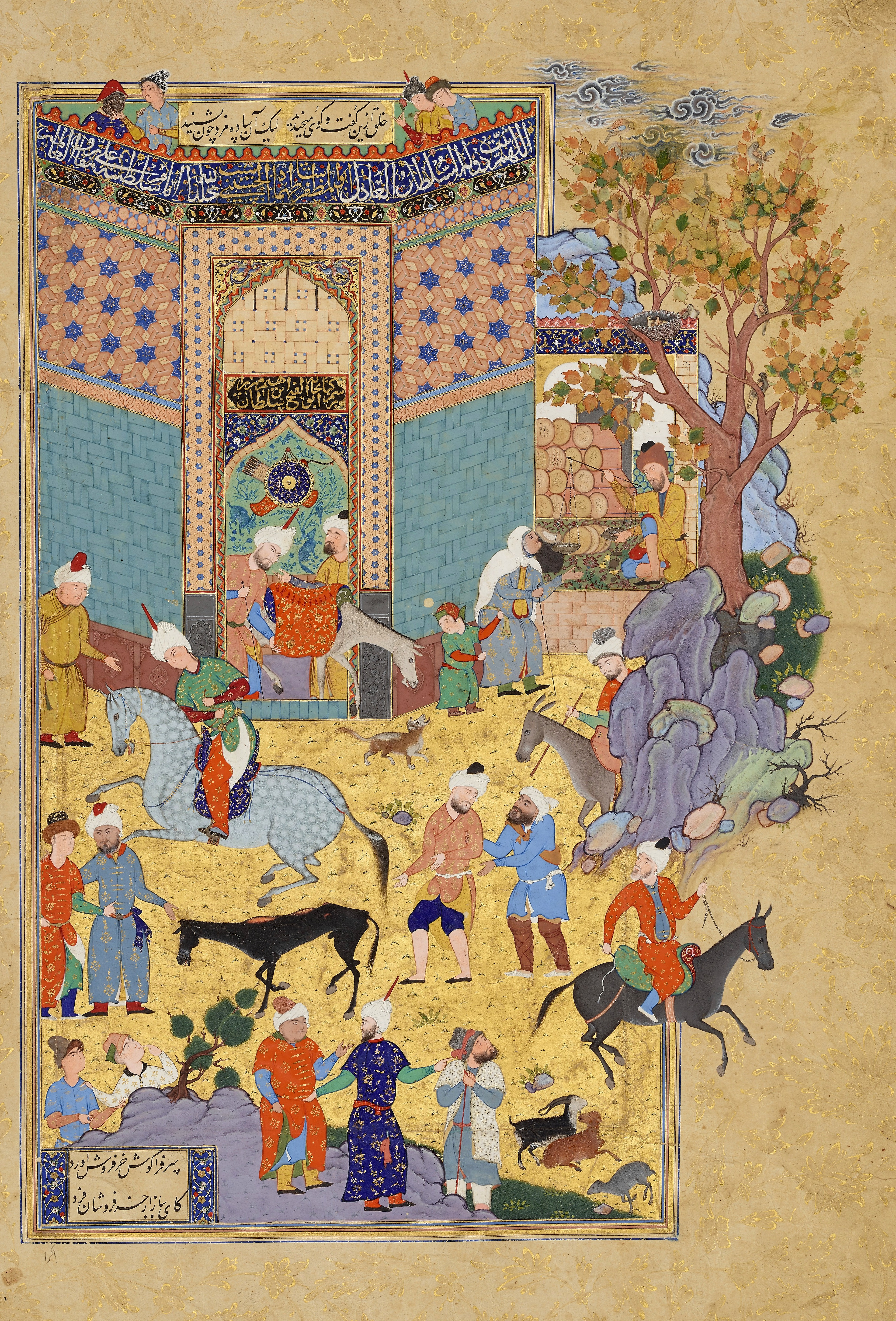
Mirza Ali. La Vente de l'âne. Miniature extraite des Sept Trônes, 1556—1565. Freer Gallery of Art de Washington, art persan
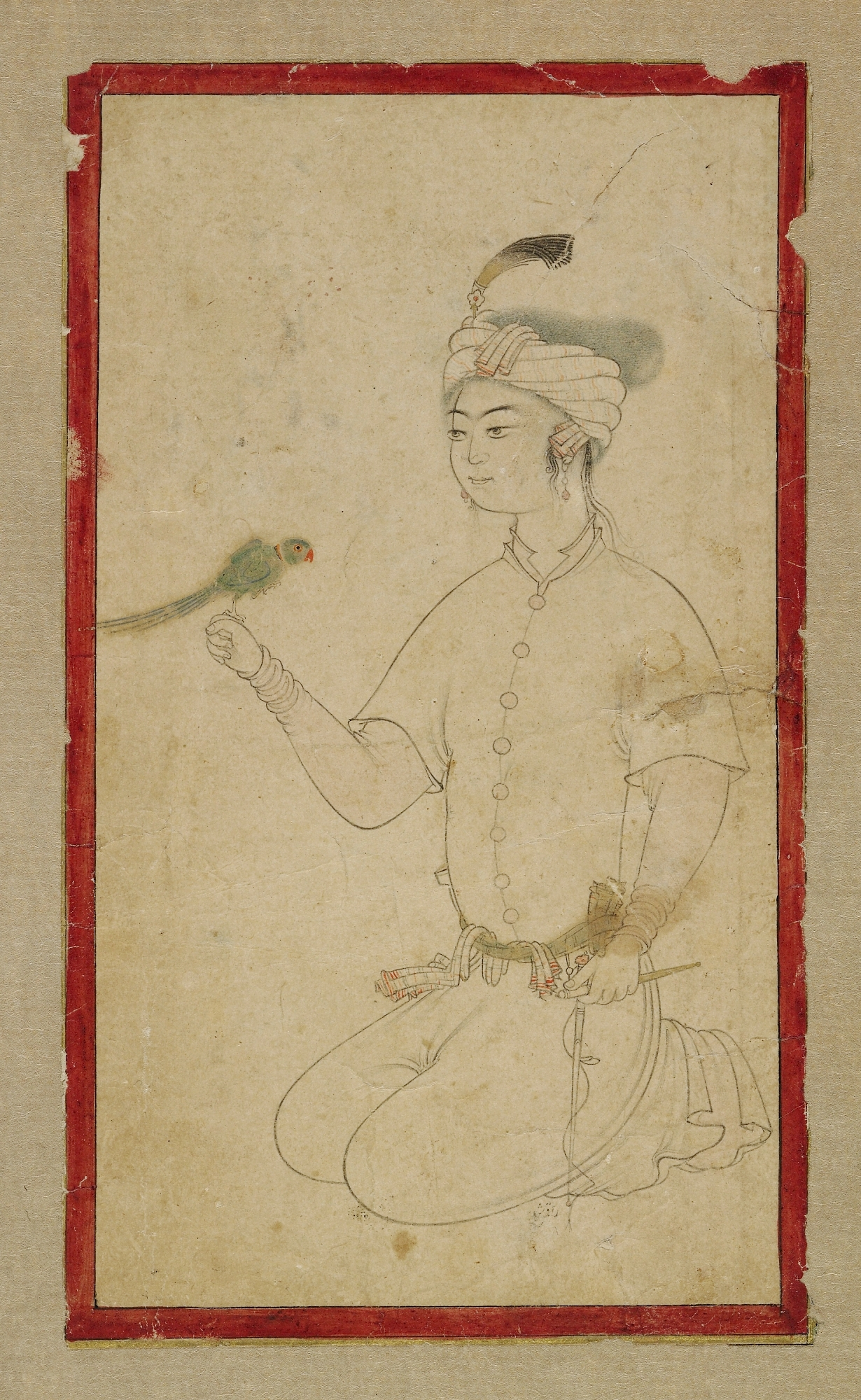
Jeune homme avec un perroquet (Cheik Mohammad (ru), 1575), art persan
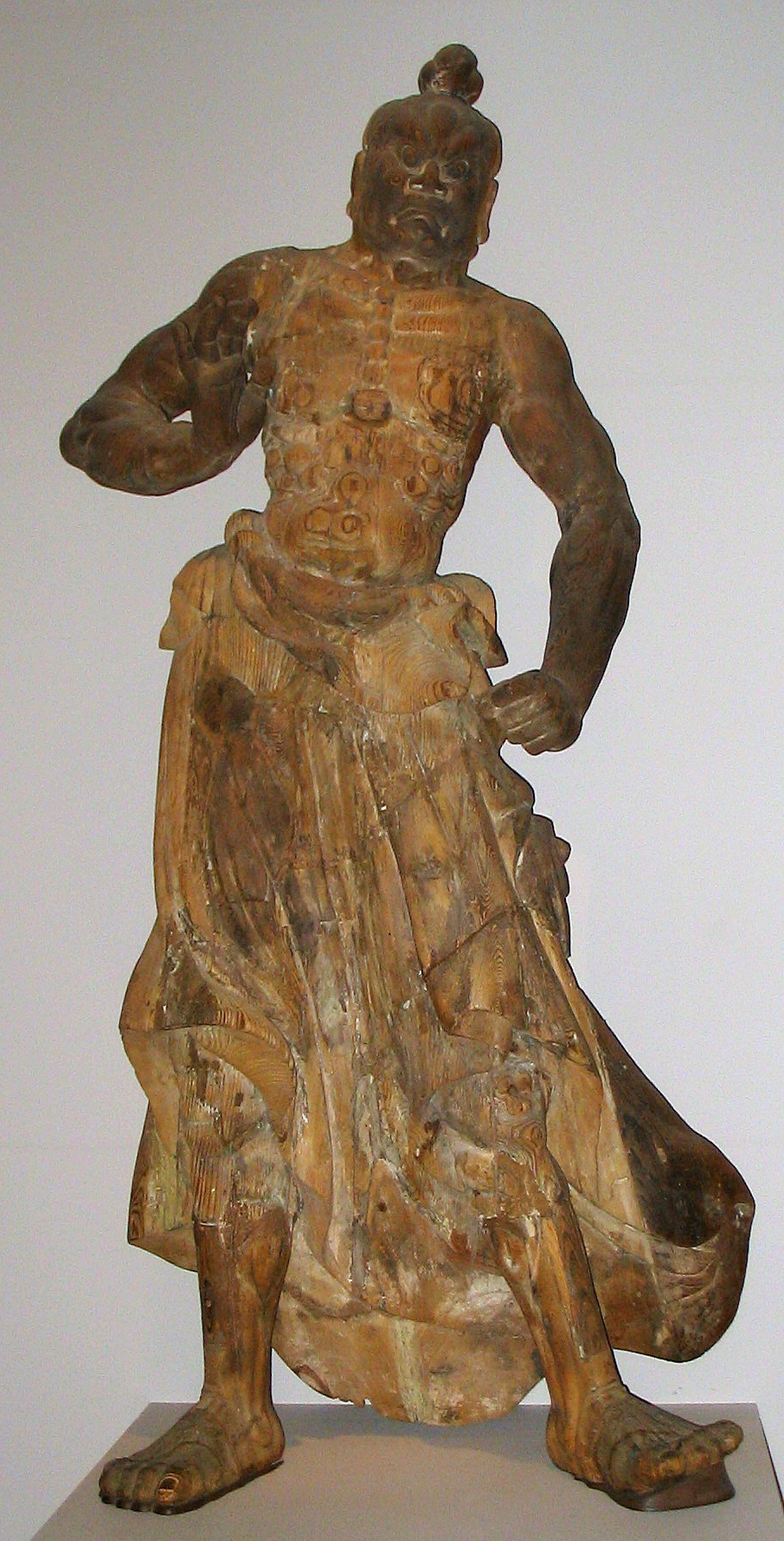
Statue Kongorikishi du XIVe siècle, art japonais
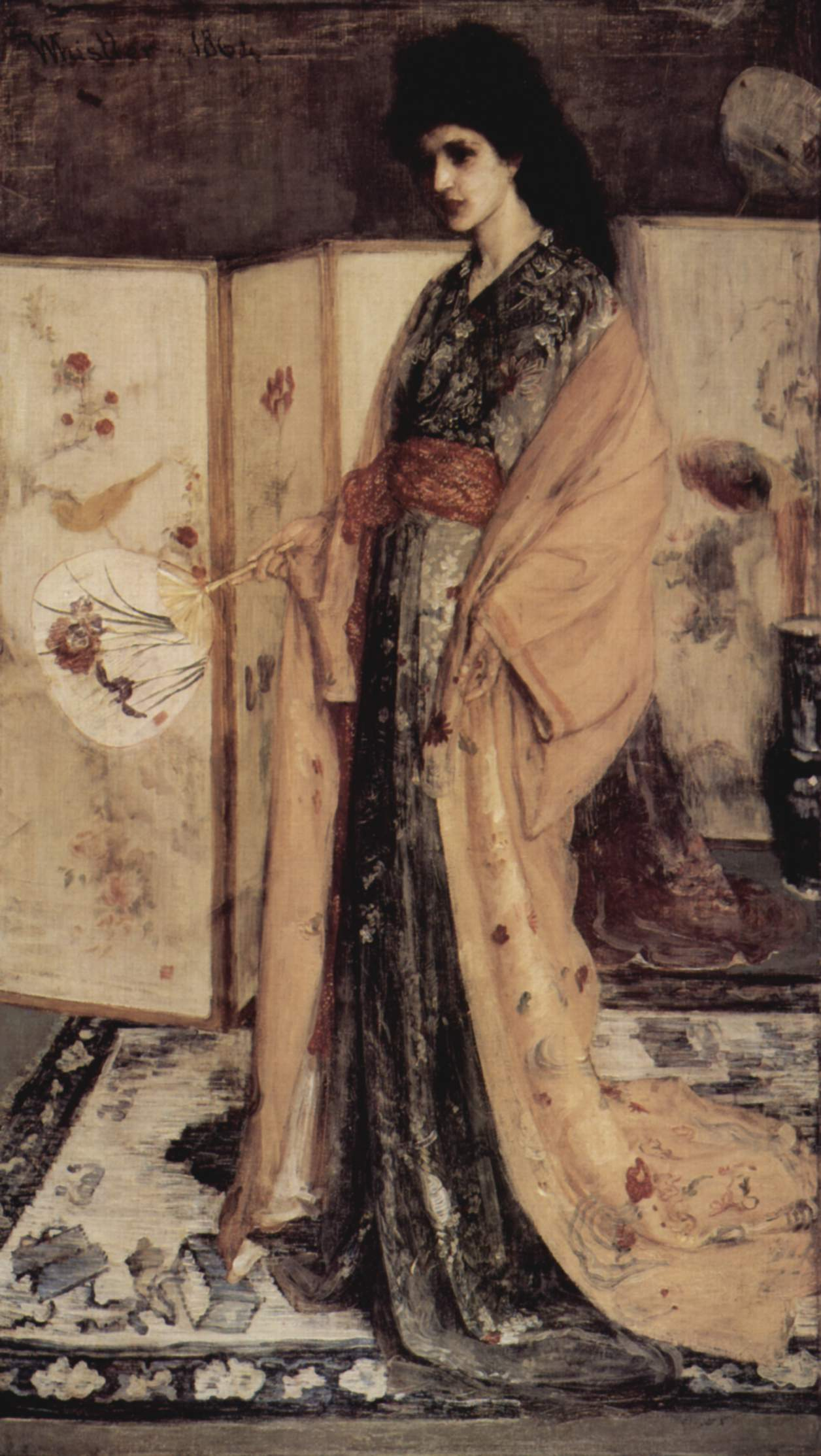
James Abbott McNeill Whistler, La Princesse du pays de la porcelaine, 1863-1864

## Collections
La Freer Gallery of Art conserve un de ses rouleaux en longueur, signé Ke Song et daté de 1369, Dix mille bambous sur les collines près d'une rivière.